# Figueirópolis d'Oeste
Figueirópolis D'Oeste é um município brasileiro do estado de Mato Grosso, locailzado na latitude sul 15º26'42", longitude oeste 58º44'25", altitude de 300 metros acima do nível do mar. Em 2020, sua população era estimada em 3.452 habitantes. Sua área é de 899 km².

## Etimologia
Em 1978, o nome do distrito de Figueirópolis reunia o nome da fazenda (Figueira Branca) e a palavra grega para cidade (polis). Já o nome do município Figueirópolis d'Oeste adiciona ainda um locativo por indicar onde, geograficamente, o município está situado no território do Estado do Mato Grosso.

## História
A fundação de Figueirópolis d'Oeste está diretamente ligada aos Programas de Incentivo à Colonização no Estado do Mato Grosso dos anos 1960, que receberam grandes subsídios financeiros dos governos estadual e federal. A construção da ponte Marechal Rondon sobre o Rio Paraguai, na Cidade de Cáceres (MT) também contribuiu para a atração de migrantes agricultores para a área, que vinham em busca de emancipação econômica.

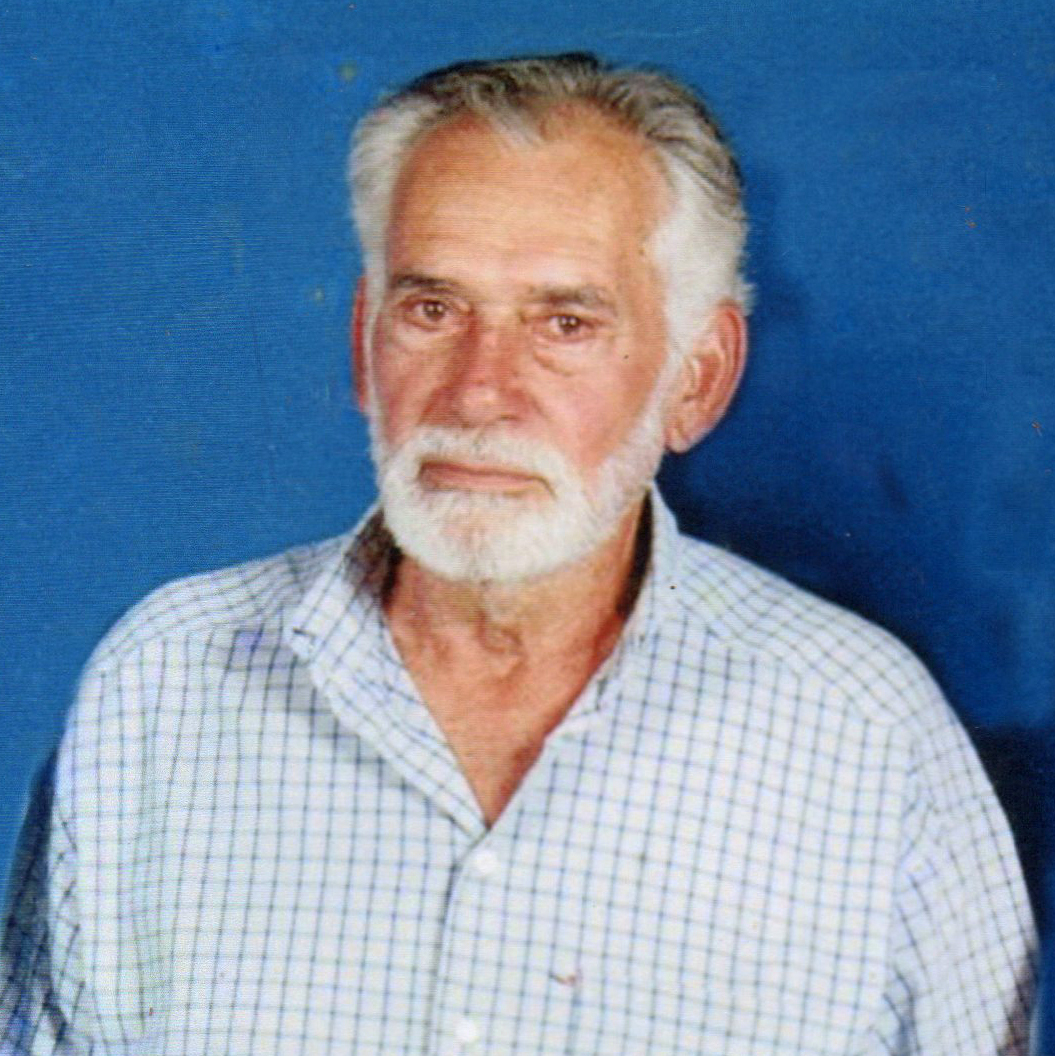
José Joaquim de Azevedo Figueiredo, fundador e primeiro prefeito de Figueirópolis d'Oeste

Nesse período, José Joaquim de Azevedo Figueiredo, natural de Marília/SP, adquiriu a Fazenda Figueira Branca, que recebeu imigrantes de estados do Nordeste brasileiro e de Minas Gerais, Goiás, e Paraná. Em 1971, Figueiredo loteou e vendeu essas terras para os trabalhadores de sua fazenda.
Em 26 de junho de 1978 (Lei nº 3.992), a área da Fazenda Figueira Branca passa a ser denominada "Figueirópolis" e é elevada a distrito de Jauru. Em 13 de maio de 1986 (Lei estadual nº 5.015), o Distrito de Figueirópolis é elevado a Município, com a denominação de "Figueirópolis d'Oeste", e José Joaquim Azevedo Figueiredo foi eleito seu primeiro Prefeito.

## Desenvolvimento da população
| Ano               | População |
| ----------------- | --------- |
| 1991 (censo)      | 5.413     |
| 1992 (estimativa) | 5.226     |
| 1994 (estimativa) | 4.951     |
| 1996 (estimativa) | 4.809     |
| 1998 (estimativa) | 4.437     |
| 2000 (censo)      | 4.315     |
| 2002 (estimativa) | 4.084     |
| 2004 (estimativa) | 3.752     |
| 2006 (estimativa) | 3.503     |
| 2008 (estimativa) | 3.721     |
| 2010 (censo)      | 3.796     |
| 2012 (estimativa) | 3.718     |
| 2014 (estimativa) | 3.599     |
| 2016 (estimativa) | 3.492     |
| 2017 (estimativa) | 3.444     |

## Geografia

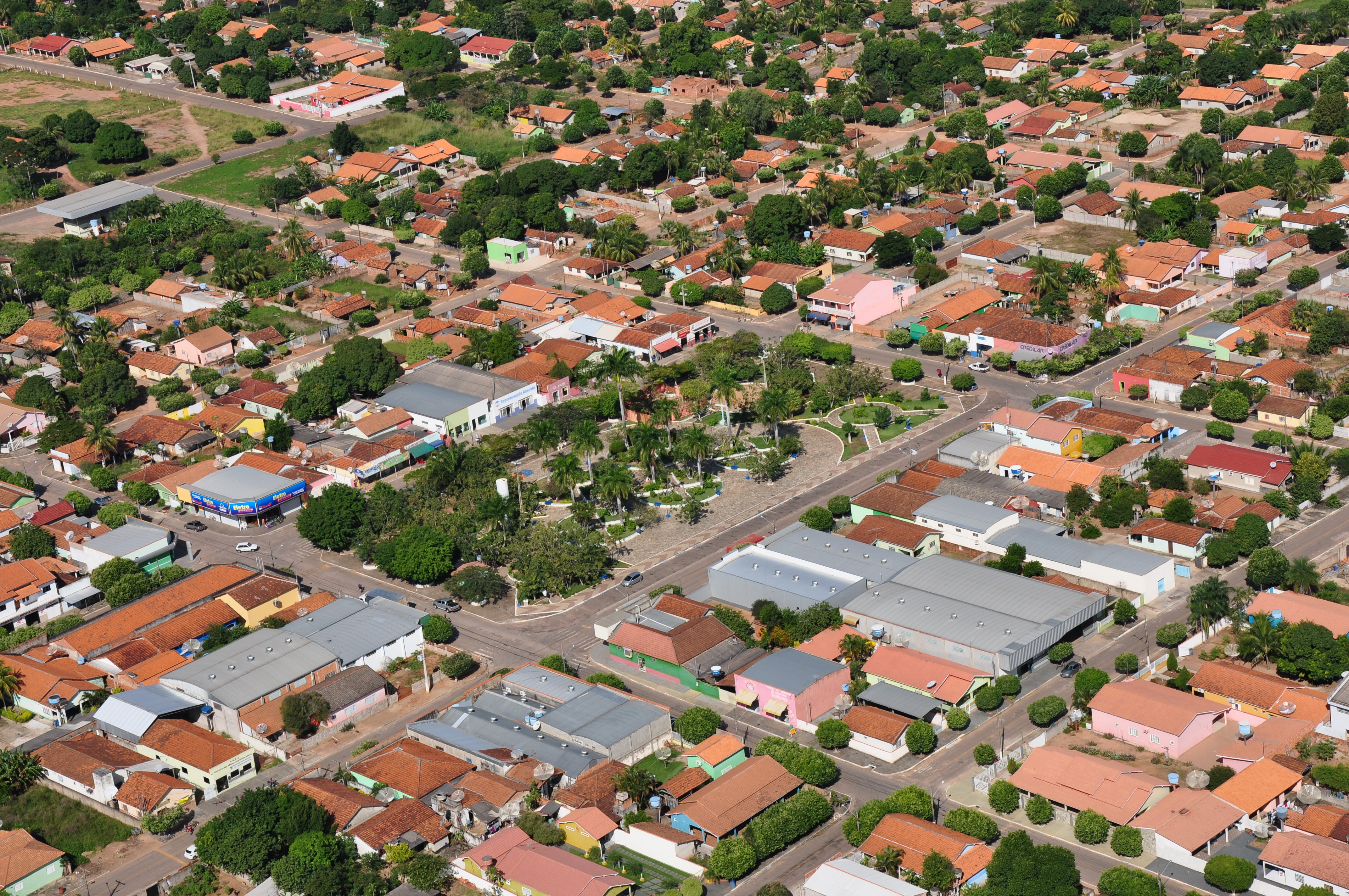
Centro de Figueirópolis D'Oeste

Figueirópolis d'Oeste está localizado em uma área de clima tropical subúmido, com duas estações bem definidas: as chuvas (da primavera até o final do verão) e a estiagem (do outono até o final do inverno). Entre maio e setembro, as temperaturas variam entre 10°C e 15°C ao longo do dia. Geadas acontecem a cada cinco anos. Entre setembro e novembro, as temperatura chegam a 40°C, com vários dias marcando 37°C.

## Economia
A economia de Figueirópolis d'Oeste tem base na pecuária de corte e leiteira.

## Religião
Religião no Município de Figueirópolis D'Oeste segundo o censo de 2010.
| Religião       | %    |
| -------------- | ---- |
| Catolicismo    | 74,9 |
| Protestantismo | 17,9 |
| Sem religião   | 5,8  |
| Outras         | 1,4  |

## Política
Figueirópolis D'Oeste pertence à Comarca de Jauru e tinha 3.285 eleitores habilitados em maio de 2012.

## Últimos prefeitos eleitos
| Ano  | Prefeito       | Partido      | Votos | %     | Ref    |
| ---- | -------------- | ------------ | ----- | ----- | ------ |
| 2004 | Layr Mota      | PP           | 2.162 | 100   | [ 10 ] |
| 2008 | Layr Mota      | PR           | 2.354 | 90,92 | [ 11 ] |
| 2012 | Lino           | PR           | 1.469 | 52,90 | [ 12 ] |
| 2016 | Eduardo Vilela | PSDB         | 1.487 | 57,50 | [ 13 ] |
| 2020 | Eduardo        | REPUBLICANOS | 1.320 | 53,42 | [ 14 ] |